# Auguste Salaün-Penquer
Charles François Auguste Salaün-Penquer (né à Lesneven le 29 août 1809 et mort à Brest le 18 décembre 1882) est un médecin et homme politique français, maire de Brest et président du conseil général du Finistère. Il est à l'origine, avec son épouse Léocadie Hersent-Penquer, du musée des beaux-arts de Brest.

## Biographie
Après de brillantes études de médecine à Paris, avec une thèse de doctorat De quelques maladies communes en Basse-Bretagne et de leurs causes, il fait d'abord partie du corps de santé de la Marine et revient à Brest comme médecin civil. Dès le début, il fait preuve de son habileté, ses connaissances et surtout de son grand désintéressement. Il sera le médecin des pauvres et président de l'association des médecins de Brest.
Comme homme politique, il sera toujours attaché aux idées libérales. D'abord conseiller municipal en 1871, il est élu maire de Brest de 1871 à 1880 et occupe le siège de président du conseil général du Finistère de 1880 à 1883.
On lui doit une grande partie des améliorations de l'assainissement, de l'embellissement de plusieurs quartiers et des voies principales ; mais aussi l'étude de la construction de nouveaux abattoirs et d'un marché couvert à Recouvrance, la réalisation de la clôture du cimetière de Saint-Martin, jusque-là constituée d'une palissade de bois, et encore la construction des postes de police de Saint-Martin, du port de commerce et de l'Octroi.
Enfin, on lui doit le service d'eau potable dans l'Annexion, et surtout l'éclairage au gaz de Recouvrance et de Saint-Martin.
Le début de la démolition du quartier des Sept-Saints, afin d'établir la liaison entre le nouveau port de Commerce au Grand Pont et à la rue de Siam, lui est dû.
Sous son influence, le 18 mai 1880, le conseil municipal décide, par 17 voix contre 7, la laïcisation de toutes les écoles communales de la ville. Et le 25 août, le préfet du Finistère signe l'arrêté de laïcisation de l'école du Pilier Rouge. Ce sera le premier signé en France.
Le 15 septembre 1851, il épouse à Brest Léocadie Hersent (1817-1889) veuve d'un jeune officier. Ils auront deux enfants : Yves (1853-1854) et Marie (1854-1933). Ils sont tous les deux membres honoraires de la Société académique de Brest.
Il meurt d'une pneumonie le 18 décembre 1882 à Brest. Pour honorer le premier maire républicain de Brest, le conseil municipal vota le budget des funérailles, du terrain, et du monument, inauguré le 20 avril 1884, et qui se trouve au cimetière Saint-Martin de Brest. L'obélisque, en granit à gros grain gris et rose des Abers, est l'œuvre de Poilleu Aîné et fils, célèbre dynastie de marbriers sculpteurs ; il est orné d'un médaillon en marbre blanc, don du peintre Camille Bernier ami du défunt, et réalisé par le sculpteur Bartholdi (auteur de la statue de la Liberté et du lion de Belfort).

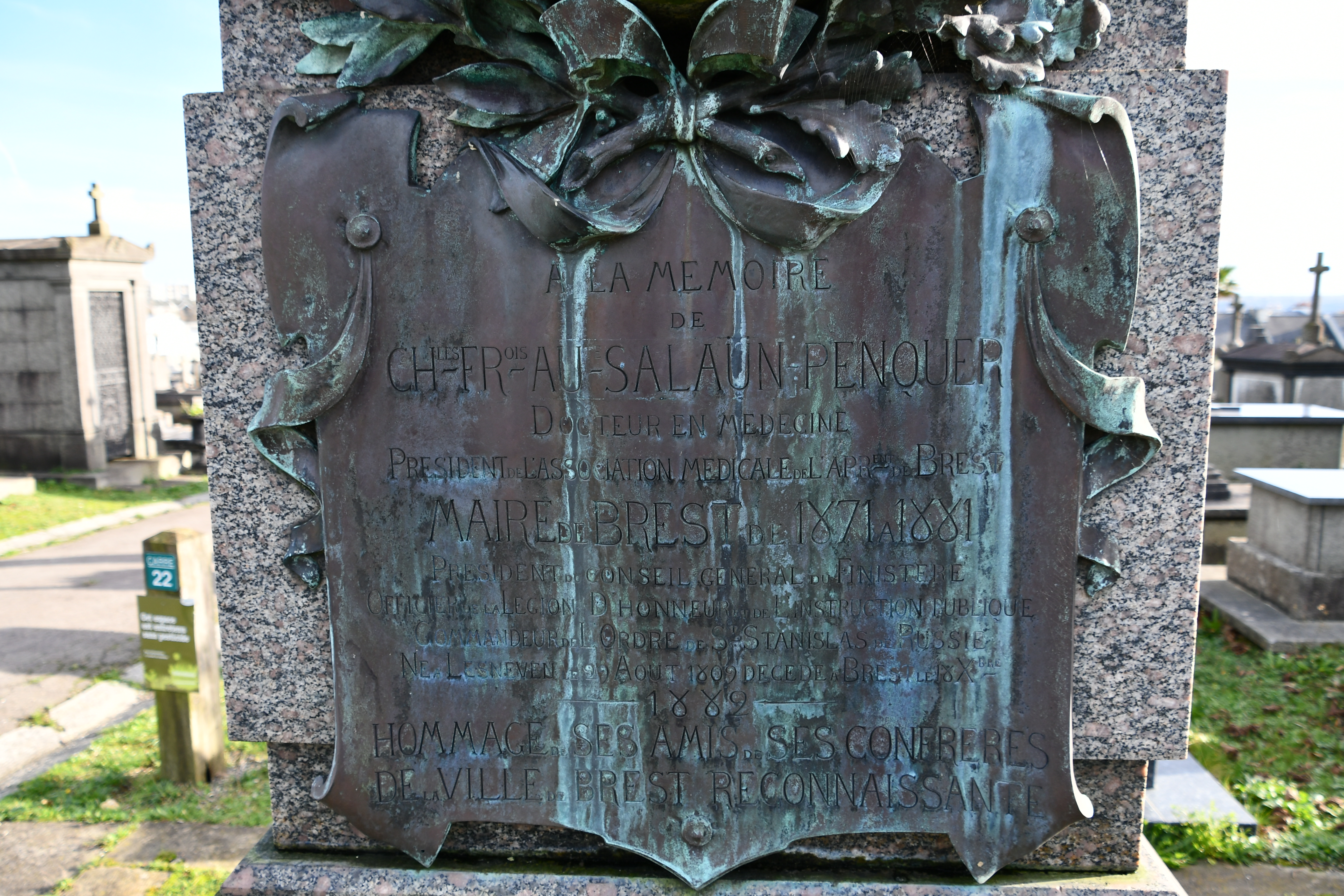
Reconnaissance de la ville de Brest

## Œuvres
Son épouse, Léocadie, fréquente des salons parisiens où elle croise de nombreux artistes. Elle organise des soirées littéraires dans son appartement de la rue du Château. Les membres de la Société académique de Brest y participent régulièrement. Le couple Salaün-Penquer, féru d'art, est à l'origine de la création du musée des beaux-arts de Brest en choisissant Henri Hombron, artiste peintre, comme premier conservateur. Grâce au budget voté par le conseil municipal, le musée va pouvoir se développer.

## Décorations et hommages
- 1867 : officier d'Académie[5]
- 1874 : officier de l'Instruction publique[5]

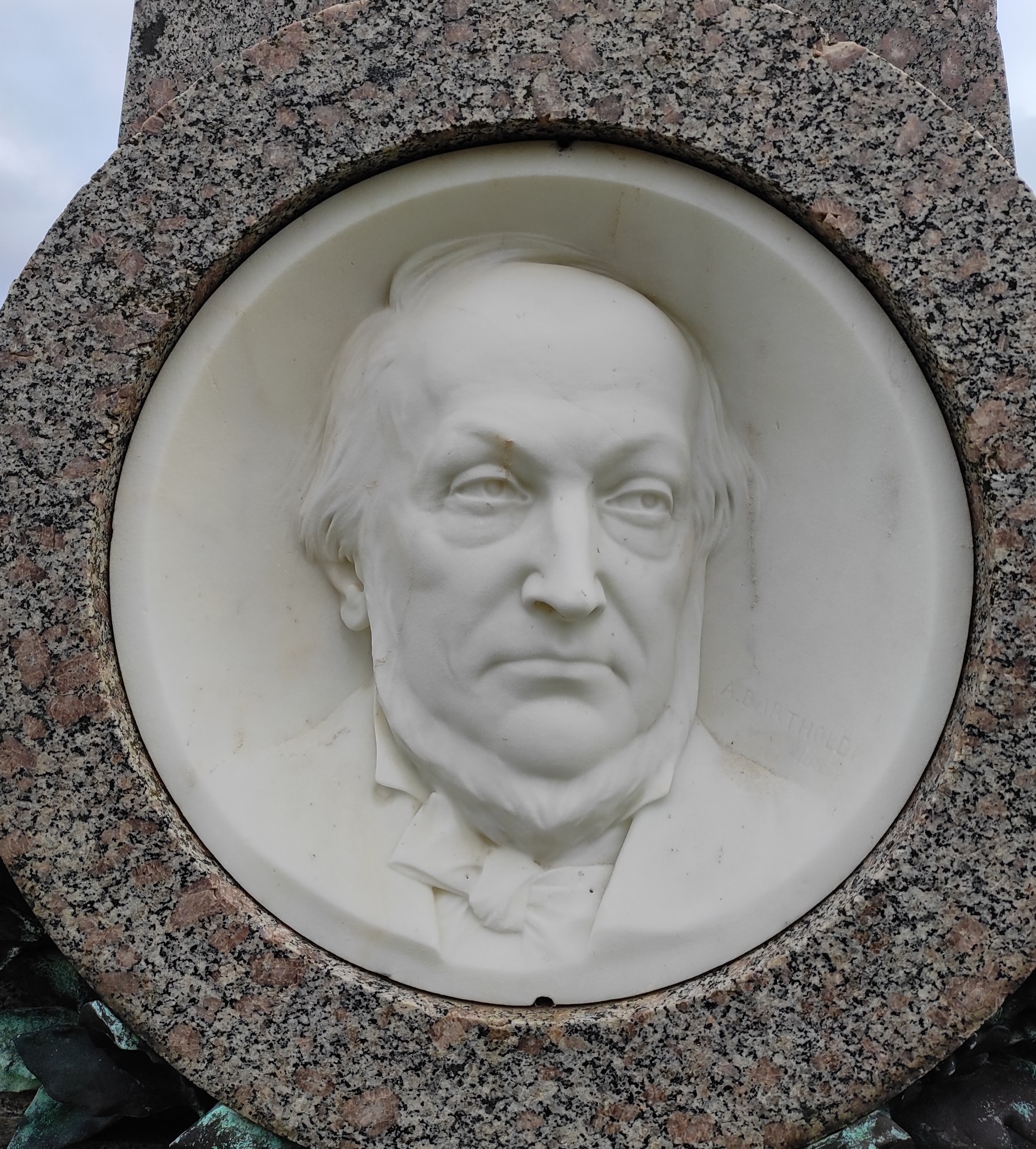
Médaillon d'Auguste Salaün-Penquer sur sa tombe, réalisé par le sculpteur Auguste Bartholdi, ami de son épouse Léocadie Salaün-Penquer.

- 1880 : officier de la Légion d'honneur[6]
- Commandeur de l'ordre de Saint-Stanislas de Russie
- À Brest, la rampe qui part du port de commerce vers la gare porte son nom.
- Un Portrait de M. Salaün-Penquer par Charles Francisque Raub figure dans les collections du musée des beaux-arts de Brest.